# Warrington
Warrington è una cittadina con status di borough e autorità unitaria del Cheshire (contea cerimoniale), Inghilterra, Regno Unito.
Warrington sorge a 32 km da Manchester e a 32 km da Liverpool ed è il principale centro tra le due città. La città fu fondata dai Romani in un importante punto di attraversamento del fiume Mersey. Un nuovo insediamento fu stabilito dai Wærings sassoni. Nel Medioevo Warrington si sviluppò come città mercato nel punto più basso del fiume: a questo periodo risale una tradizione locale di produzione di tessuti e utensili.
La città di Warrington (a nord del Mersey) si trova all'interno dei confini della storica contea del Lancashire e l'espansione e l'urbanizzazione di Warrington coincisero con la rivoluzione industriale, in particolare dopo che il Mersey fu reso navigabile nel XVIII secolo. La linea ferroviaria West Coast Main Line è il principale tracciato di collegamento della costa occidentale e corre da nord a sud attraverso la città, mentre la ferrovia da Liverpool a Manchester (la Cheshire Lines) va da ovest a est. Il canale marittimo di Manchester attraversa la zona meridionale del distretto (da ovest a est). Le autostrade M6, M56  e M62 si snodano attorno alla città e sono tutte accessibili attraverso Warrington.
Il moderno Borough of Warrington è stato costituito nel 1974 dalla fusione dell'ex County Borough of Warrington, parte del distretto urbano di Golborne, il distretto urbano di Lymm, parte del distretto rurale di Runcorn, il distretto rurale di Warrington e parte del distretto rurale di Whiston.

## Parrocchie civili
Le parrocchie, che non coprono l'area centrale della città, sono:
- Appleton
- Birchwood
- Burtonwood and Westbrook
- Croft
- Cuerdley
- Culcheth and Glazebury
- Grappenhall and Thelwall
- Great Sankey
- Hatton
- Lymm
- Penketh
- Poulton-with-Fearnhead
- Rixton-with-Glazebrook
- Stockton Heath
- Stretton
- Walton
- Winwick
- Woolston

## Amministrazione

### Gemellaggi
- Contea di Lake (Illinois)
- Hilden
- Náchod